# Bệnh sưng phù đầu ở lợn
Bệnh sưng phù đầu ở lợn (hay sưng mặt phù đầu, phù thũng, phù đầu lợn con) là một bệnh truyền nhiễm xảy ra phổ biến trên lợn, do vi khuẩn E. coli sống ký sinh trong đường tiêu hóa gây ra. Bệnh thường xảy ra trên lợn con theo mẹ và lợn con sau cai sữa, thường xuất hiện ở những con lợn có chế độ dinh dưỡng không hợp lý, những con to khỏe nhất đàn trong điều kiện vệ sinh chuồng trại kém, thời tiết thay đổi. Lợn mắc bệnh, tỉ lệ rất cao (50 đến 70% số lợn bệnh chết), gây nhiều thiệt hại kinh tế cho các cơ sở chăn nuôi lợn.

## Nguyên nhân và cơ chế sinh bệnh
Bênh do một số chủng vi khuẩn E. coli gây ra. Thông thường E. coli thường trực trong đường tiêu hóa của lợn, và xâm nhập vào đường tiêu hóa thông qua thức ăn, nước uống...
Khi gặp điều kiện bất lợi (lợn ăn phải thức ăn ôi, thiu; thời tiết thay đổi, lợn bị lạnh, bị stress; khi thay đổi thức ăn đột ngột; điều kiện vệ sinh chuồng nuôi kém; lợn ăn quá nhiều trong khi đường tiêu hóa chưa phát triển hoàn chỉnh, thức ăn không tiêu hóa hết...), vi khuẩn E. coli nhân lên trong đường tiêu hóa của lợn, gây tổn thương niêm mạc dạ dày, ruột non, ruột già…Từ những tổn thương ở niêm mạc đường tiêu hóa, vi khuẩn vào máu đến các nội quan khác để gây tổn thương đồng thời tiết ra độc tố; độc tố vào máu tác động đến não gây xung huyết, tích đọng dịch xuất huyết ở não, chèn ép các trung khu điều hành các nội quan làm cho lợn có hội chứng thần kinh như run rẩy, đi lại xiêu vẹo và chết đột ngột. Độc tố gây dung giải hồng cầu, phá vỡ một số mao mạch ngoại vi ở hầu, mi mắt, má của lợn…gây ra tích đọng dịch thẩm xuất tạo nên hội chứng phù đầu, đôi khi còn thấy hiện tượng phù thũng ở cổ và ngực.

## Biểu hiện của bệnh
Thời gian ủ bệnh trong vòng từ hai đến bốn ngày. Lợn bị bệnh ở hai thể tối cấp tính và cấp tính.
Ở thể tối cấp tính: Bệnh diễn biến rất nhanh, lợn đi lảo đảo, co giật, rên la rồi lăn ra chết đột ngột. Lợn bệnh chỉ tăng nhiệt độ so với lợn khỏe khoảng 0,5oC. Tỷ lệ chết 100% trong thời gian bị bệnh từ một đến hai ngày.
Ở thể cấp tính: lợn sưng mọng hai mí mắt, làm cho mắt luôn nhắm nghiền, hầu sưng thũng; hai bên má lợn xuống đến cổ cũng đều phù thũng; da lợn vàng bủng và niêm mạc nhợt nhạt do thiếu máu. Lợn bệnh chết sau hai đến năm ngày sau khi phát bệnh, tỷ lệ chết 60 - 70% so với số lợn bị bệnh.

## Bệnh tích
Khi lợn chết, mổ khám thấy: phù nề và xuất huyết ở vỏ đại não; niêm mạc dạ dày, niêm mạc ruột, màng treo ruột…đều phù thũng và xuất huyết; niêm mạc dưới da nhợt nhạt, đôi khi cũng có tích nước.